# Coniothecium effusum
Coniothecium effusum är en svampart som beskrevs av Corda 1837. Coniothecium effusum ingår i släktet Coniothecium, divisionen sporsäcksvampar och riket svampar.   Inga underarter finns listade i Catalogue of Life.